# هنتر باريش
هنتر باريش (بالإنجليزية: Hunter Parrish)‏ (ولد في 13 مايو 1987) هو ممثل اميركي. وهو معروف لتمثيل سيلاس بوتون في مسلسل تلفزيوني لشوتايم يسمى ويدز، وأيضا لظهوره في عدة أفلام من أنتاج هوليوود.

## روابط خارجية
- هنتر باريش على موقع IMDb (الإنجليزية)
- هنتر باريش على موقع ألو سيني (الفرنسية)
- هنتر باريش على موقع ميوزك برينز (الإنجليزية)
- هنتر باريش على موقع أول موفي (الإنجليزية)
- هنتر باريش على موقع قاعدة بيانات برودواي على الإنترنت (الإنجليزية)
- هنتر باريش على موقع قاعدة بيانات الأفلام السويدية (السويدية)
- هنتر باريش على موقع إن إن دي بي (الإنجليزية)
- هنتر باريش على موقع قاعدة بيانات الفيلم (الإنجليزية)
- هنتر باريش على موقع كينوبويسك (الروسية)